# 22 août 1989
Le 22 août 1989 est le 234e jour de l'année 1989 du calendrier grégorien. Il s'agit d'un mardi.

## Événements
- Les trois derniers membres du FLNC détenus dans les prisons françaises sont libérés. Il s’agit de Pantaléon Alessandri, Pierre Albertini et Bernard Pantalacci.
- Les autorités turques mettent en place un régime plus strict pour l'obtention des visas, ce qui met un terme à la grande excursion des turcophones de Bulgarie[1].

### Allemagne
- Plus de deux cents ressortisants est-allemands franchissent la frontière avec l’Allemagne de l’Ouest, à Klingenbach dans le Burgenland.
- Le chancelier ouest-allemand Helmut Kohl écarte du pouvoir Heiner Geissler, secrétaire général de la CDU, qui incarnait un glissement à gauche du parti, pour le remplacer par Volker Rühe.
- L'Allemagne de l'Ouest ferme son ambassade à Prague en Tchécoslovaquie.

## Art et culture
- Sortie de Jefferson Airplane, dernier album studio du groupe de San Francisco Jefferson Airplane.
- Sortie de Miss You Much, single de Janet Jackson, issu de son quatrième album studio, Rhythm Nation 1814.

## Naissances
- Luke Day, acteur américain.
- Giacomo Bonaventura, footballeur italien.
- Chris Langkow, joueur professionnel de hockey sur glace canadien.
- Tristan Vautier, pilote automobile français.

## Décès
- Huey Newton, cofondateur des Black Panthers, assassiné à Oakland.
- Diana Vreeland, rédactrice en chef du magazine américain Vogue de 1963 à 1971.
- George Flahiff, cardinal canadien, ancien archevêque de Winnipeg.
- Alexandre Sergueïevitch Yakovlev, ingénieur aéronautique soviétique.